# Коккинис, Михаил
Михаил Коккинис (греч.  Μιχαήλ Κοκκίνης  ? Хиос — 10 апреля 1826 Месолонгион) — греческий военный инженер и герой Греческой революции. Погиб при прорыве осаждённых, в ходе Третьей осады Месолонгиона. Греческий историк Папарригопулос отмечает Коккиниса как «внёсшего наибольший вклад в оборону города (Месолонгиона)».

## Биография
Михаил Коккинис родился на острове Хиос. Согласно греческому историку А.Вакалопулосу, учился инженерному делу в Вене. Согласно другим источникам, Коккинис учился во Франции. Коккинис владел французским, итальянским, немецким и румынским языками. С 1810 года и до начала Греческой революции, Коккинис преподавал в высшей греческой школе Бухареста математику, геодезию, чертёж и немецкий язык.
Находясь в Валахии, Коккинис был посвящён в тайное революционное греческое общество Филики Этерия и принял участие в предпринятых гетеристами, в начале 1821 года, военных действиях в Придунайских княжествах.
После поражения гетеристов в сражении при Драгашани Коккинис принял решение любым путём добраться до восставшей Греции.

## В Месолонгионе
В феврале 1823 года, через Италию, Коккинис прибыл в Месолонгион. В июне правителем Западной Греции был назначен Метаксас, Константинос . Метаксас возглавил также оборону города. Первое непосредственное участие Коккиниса в военных действиях состоялось во время Второй осады Месолонгиона (20 сентября — 30 ноября 1823 года). Турецко-албанские войска Мустаи-паши сконцентрировали свои действия и артиллерийский огонь против городка Этоликон, расположенного на островке в лагуне. Осаждённые перебросили на плоскодонках 6 пушек, позиции которых установил Коккинис. Артиллерийская перестрелка была выиграна осаждёнными:B-352.
17 ноября Дзавелас, Кицос, с 250 сулиотами и 50 местных жителей, перехватил в засаде у Скали турецкий обоз. 130 турок были убиты. Трофеи, включая 40 коней, были переправлены в Месолонгион.
Вскоре в лагерях Мустаи-паши стала остро ощущаться нехватка продовольствия и начались болезни. 30 ноября, через 70 дней после начала осады, турки и албанцы сняли её и вернулись в Шкодер.
Через 8 дней в город прибыл Маврокордатос, Александр , который с помощью политических интриг сумел к 23 декабря узурпировать власть и отстранить Метаксаса. 24 декабря в город прибыл Байрон, Джордж Гордон .

## Загон
.
.

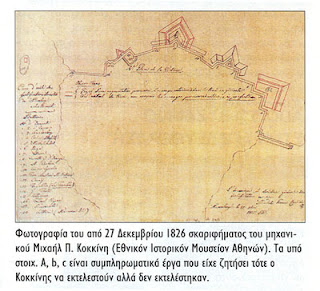
План укреплений Месолонгиона с пояснениями. Выполнен собственноручно Михаилом Коккинисом

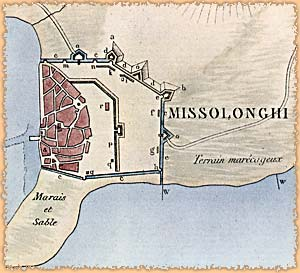
Карта укреплений Месолонгиона.

Месолонгиона по своему периметру на половину окружён мелководной лагуной. С началом Греческой революции в 1821 году, жители Месолонгиона, с целью защиты города со стороны суши, спешно воздвигли стенку в человеческий рост. Перед стенкой был выкопан ров, всего лишь в 1 метр глубиной и 2 метра шириной. Держа оборону за этой стенкой, жители сумели отразить все турецкие атаки во время Первой осады Месолонгиона в 1822 году. В 1823 году жители города поручили Коккинису произвести работы по усилению стенки. Коккинис начал работы 7 марта 1823 года и завершил их после Второй осады города, к концу 1824 года.
Для возможностей города и повстанцев это был большой успех.
Коккинис расширил ров до 8-9 метров и углубил его до 3-х метров. Ров был заполнен водой из лагуны. Коккинис поднял высоту стенки до 2-3,5 метров. Одновременно был построен ряд бастионов, на которые были установлены 48 пушек.
При этом Коккинис часто конфликтовал со знатными горожанами и иногда был вынужден обходить незначительные постройки, в ущерб фортификациям.
Коккинис дал своей «крепости» имя «Греческий эптагон (семиугольник) № 1» (греч.  Tο Eλληνικό Eπτάγωνο αριθ.1 , а бастионам дал имена национальных героев греческого и других европейских народов, филэллинов и других известных греков и иностранцев.
Учитывая также бастионы построенные в ходе Третьей осады, Коккинис построил следующие укрепления:Γ-152:
- 1.Пушечная позиция Сахтурис, Георгиос на островке Мармару.
- 2. Батарея Мавромихалис, Кирьякулис .
- 3. Башня Костюшко, Тадеуш
- 4. Башня Вильгельм Телль
- 5. Пушечная позиция Тёкёли, Имре.
- 6. Пушечная позиция Байрон, Джордж Гордон .
- 7. Башня Франклин, Бенджамин (или Терибиле).
- 8. Пушечная позиция Нормана (названная в честь немецкого филэллина, генерала Норман-Эренфельс, Карл Фридрих Лебрехт фон, погибшего в Битве при Пета.
- 9. Пушечная позиция Миаулис Андреас-Вокос.
- 10. Пушечная позиция Куцоникаса.
- 11. Башня Кораис, Адамантиос (или Святого Николая).
- 12. Редут Боцарис, Маркос.
- 13. Пушечная позиция митрополита Игнатия.
- 14. Редут капитана Димитриоса Макриса, который и возглавлял его оборону.
- 15. Пушечная позиция Молниеносная (Κεραυνοβόλος).
- 16. Редут Вильгельм I Оранский
- 17. Пушечная позиция Фереос, Ригас.
- 18. Пушечная позиция Антониоса Коккиниса (названа в честь дяди и благодетеля Михаила Коккиниса).
- 19. Пушечная позиция Монталебера (названа в честь французского военного инженера Marc René, marquis de Montalembert).
- 20. Пушечная позиция лорда Шифилда (названа в честь англичанина, оказавшего услуги Коккинису и другим грекам).
- 21. Башня Скандербег.
- 22. Башня Канарис, Константин.
- 23. Башня Спиридона Дракулиса — названа в честь бойца Священного отряда погибшего в сражении при Драгашани.

Несмотря на всё это, Месолонгион не был крепостью и в истории осталось имя, данное ему капитаном Николаосом Стурнаросом — «коровий загон»:Γ-148.
Сам Коккинис, в своём письме Маврокордатосу, от 14 мая 1823 года, писал, что новая обороная линия «способна выдержать любую вражескую атаку».
История подтвердила заявление Коккиниса.
Жители Месолонгиона, в знак признания вклада Коккиниса в обороноспособность города, провозгласили его 17 января 1825 года почётным гражданином Месолонгиона. 4 марта 1825 года Военное министерство присвоило ему звание тысячника.

## Великая осада

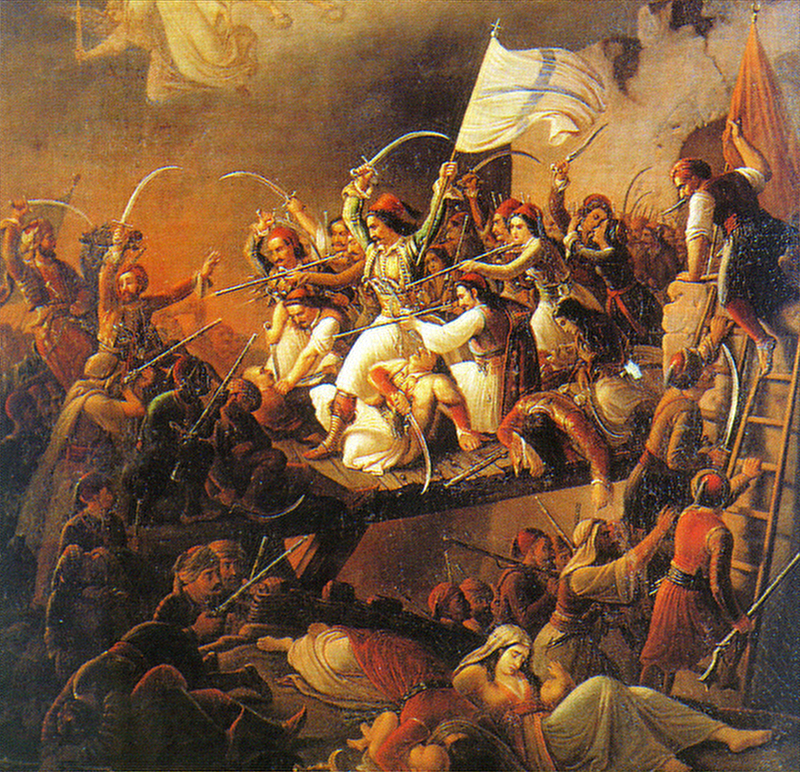
Эксодос Месолонгиона, художник Вризакис, Теодорос

Третья осада Месолонгиона началась в апреле 1825 года.
Осаждавший город Мехмед Решид-паша Кютахья дал команду тысячам христиан, согнанных со всех Балкан, рыть траншеи.
27 апреля траншеи приблизились к бастиону «Ригас» на расстоянии 500 метров.
12 мая турки воздвигли бастион на расстоянии 150 метров от городской стены и обстреливали ежедневно город из орудий. Турецкие ядра с лёгкостью пробивали стену. Осаждённые, вместе со своими жёнами и детьми, непрерывно заделывали бреши.
Одновременно, Коккинис воздвиг новую позицию, между «Терибиле» и «Люнетом» и дал ей имя венгерского революционера, генерала Тёкёли, Имре:Γ-155.
С 30 мая по 13 июня турки насыпали грунт и создавали горку напротив позиции «Нормана». Этому турецкому искусственному холму, который двигался к городской стене, Коккинис дал имя «Высота Соединения», от французского «La digue d’Union». Коккинис и итальянский инженер Раджьери дали команду срочно рыть новый ров за стеной и строить новые укрепления:Γ-158.
Среди вновь построенных укреплений была позиция «Миаулис», строительство которой завершилось 7 июня. В тот же день турки возвели свой, 6-й по счёту, бастион, напротив греческого бастиона «Ригас»:Γ-159.
20 июня осаждённые совершили внезапную атаку и разбросали «Холм Соединения». В этой вылазке погиб итальянский инженер Раджьери:Γ-160.
Осаждённые получили небольшую передышку. Но в августе 1825 года «Высота Соединения» начала переваливать через башню «Терибиле». Гарнизон Месолонгиона был вынужден оставить башню и занять позиции на новом, воздвигнутом за ней, укреплении. С помощью сапёра П. Лагумидзиса, осаждённые, используя подкоп, крали грунт с «Холма», который использовали для строительства нового редута. Таким образом осаждённые «крали» больше грунта нежели турки успевали насыпать на холм. Но это не могло продолжаться долго и не решало проблему. Наконец, 19 августа, гарнизон Месолонгиона совершил атаку на «Холм». После боя, длившегося 23 часа, и с помощью своих жён и детей, осаждённые уничтожили «Холм» и свели на нет 40-дневный труд турок. Греки вновь вернулись на башню «Терибиле»:Γ-174.
К октябрю 1825 года Кютахья осознал, что не сможет взять город. Однако он отклонил предложения своих советников снять осаду. Как знак своей решительности взять город или умереть, Кютахья приказал вырыть у Месолонгиона свою могилу. Турки оставили позиции у стены и отошли к горам, в ожидании подхода египетской армии. Осаждённые вышли за стену и разрушили все построенные турками фортификации:Γ-178.
Осада Месолонгиона началась вновь, когда на помощь Кютахье пришёл Ибрагим-паша с, организованной европейцами, египетской армией.
Осаждённые выстояли ещё полгода и отбили все турецкие атаки.
Более того, в этот период, 25 марта 1826 года, они одержали свою самую большую победу за всё время осады: в бою за островок Клисова турки потеряли 2500 человек убитыми. При этом сам Кютахья был ранен, а зять Ибрагима, Хусейн-бей, был убит.
Если бы в городе оставалось продовольствие, эта греческая победа могла бы стать решающей.
Но голод был более сильным врагом, нежели объединённая турецко-египетская армия. Как писал национальный поэт Греции Соломос, Дионисиос, в своей поэме «Свободные осаждённые», «враг знал, что рука не в силах нести ружьё». О сдаче не могло быть и речи. Осаждённые решили совершить прорыв, с надеждой, что какая то часть бойцов и гражданского населения сумеет пробиться в горы.
План предусматривал произвести Прорыв тремя колоннами и в 3-х местах: через бастионы «Люнет» и «Ригас» (колонны бойцов) и через бастион «Монталамбер» (колонна гражданских — поскольку сразу за этим бастионом начинались топи, где у населения были шансы скрыться).
Последней работой Коккиниса стало изготовление 3-х временных мостов, переброшенных через ров во время Прорыва (Έξοδος -Эксодос) 10 апреля 1826 года.
Из 3 тысяч бойцов, участников прорыва, живыми вышли 1280. Из 7 тысяч гражданского населения, живыми из прорыва вышли только 300 мужчин и только 13 женщин:Г-218.
Коккинис был среди погибших. Участник событий и впоследствии мемуарист и историк Касомулис, Николаос позже напишет: «Из самых значительных остались там убитыми …Михаил П. Коккинис, строитель стен — архитектор».